# Kristina Jang
Dr. Kristina Jang je izmišljeni lik u seriji "Uvod u anatomiju". Ulogu tumači glumica Sandra O, a kreirana je od strane Šonde Rajms.

## Pozadina
Kristina je lekar korejanskog porekla, ali od rođenja je živela u Beverli hilsu. Podignuta je kao jevrejka i nekoliko puta je to i sama rekla, iako tvdri da je ateista i da veruje samo u nauku. Biološki otac joj je umro dok je imala devet godina u saobraćajnoj nesreći, gde ga je gledala kako krvari do smrti dok su čekali pomoć. 

## Kratak pregled
Kristina je mnogo fokusirana na posao (više i od ostalih) i uvek je uzbuđena kada ima priliku da asistira na operaciji. Kristina ima odlične hirurške sposobnosti, i bila je stažista sa najviše medicinskog znanja na prvoj godini stažiranja u "Sijetl grejsu", ali ima problema sa svojim osećanjima i ne sviđa joj se kada je dodirne bilo ko, pa čak i njena majka.
Kristina jako ceni logiku i praktično razmišljanje, ali je imala nekoliko emotivnih situacija otkada je postala stažista. Zbog traumatičnog iskustva gledanja oca kako joj umire, Kristina ne može emotivno da podnese gubljenje voljene osobe. Njeni najbolji prijatelji u bonici su Izi, Aleks, Džordž i Meredit, koja je njena najbolja prijateljica i, kako je ona naziva, njena "osoba".
Kristinina prva veza za koju se zna je sa njenim profesotorm sa Stenforda, dr. Kolinom Marlouom, sa kojim je raskinula posle diplomiranja. Kao stažista, bila je sa Prestonom Berkom za koga se verila, ali ju je on ostavio pred oltarom. Njena najskorija veza je sa Ovenom Hantom koji ima problem sa posttraumatičnim stresom, i to je uzrok njihovog raskida u epizodi "Ljubavno pismo u liftu". Ipak, oni su ponovo zajedno u poslednjoj epizodi pete sezone - "Sada ili nikada".